# Kapilavastu

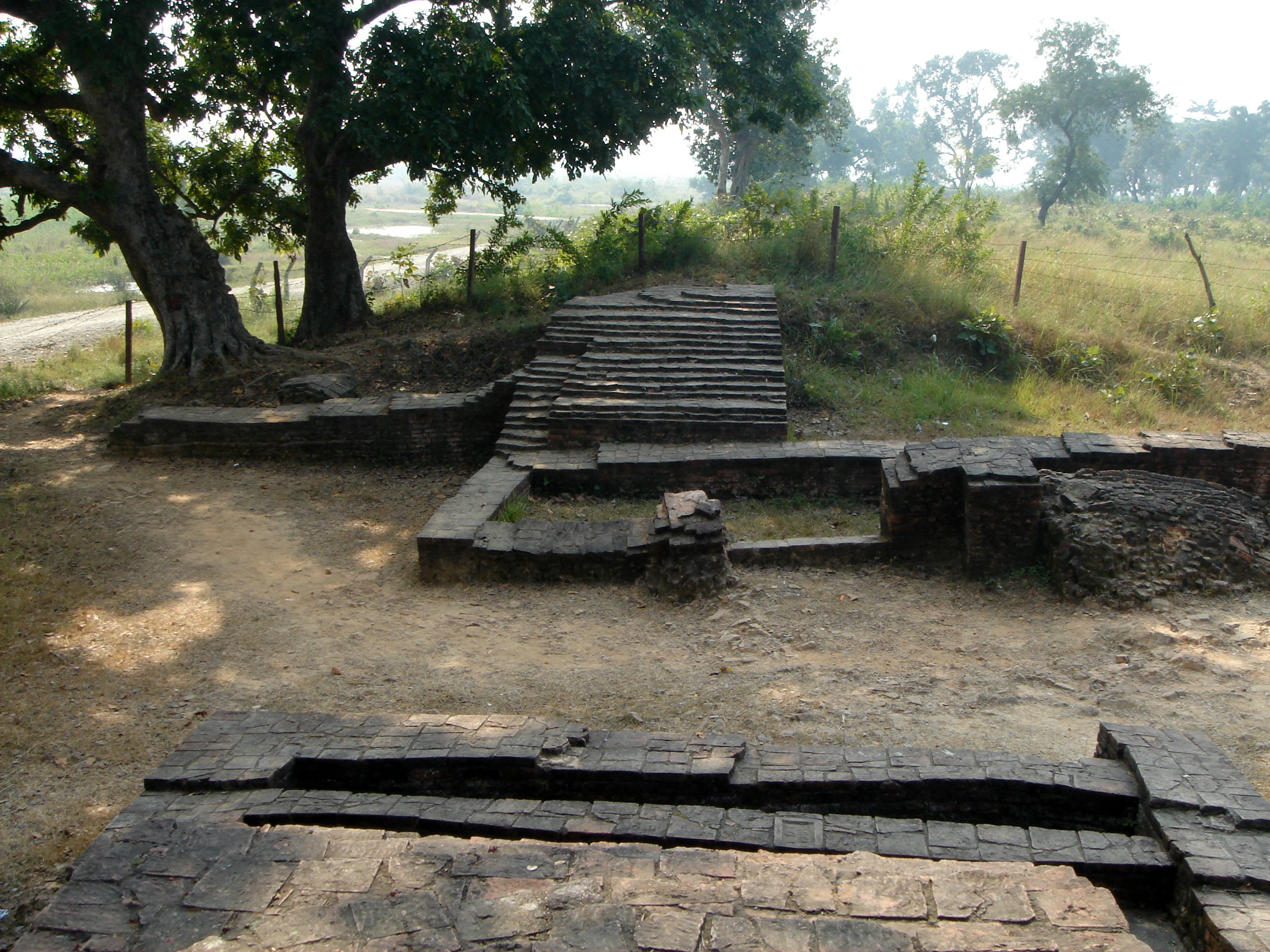
Pozůstatky údajné východní brány Kapilavastu

Kapilavastu je lokalita, která byla ve starověku sídlem rodu Šákjů. Podle tradice zde dvacet šest let žil princ Siddhártha, než odsud odešel do bezdomoví a později se stal buddhou. Kapilavastu leží nedaleko Lumbiní a pátrání po něm započalo teprve v 19. století. Jeho objevování bylo pozvolné a dosud není s jistotou prokázáno, kde se nalézá. Většinou bývá za Kapilavastu považována lokalita zvaná Tilaurakota v Nepálu, avšak především indická strana považuje za Kapilavastu oblast zvanou Piprahva.